# SISD
|                                               | Одиночний потік інструкцій Single Instruction | Множинний потік інструкцій Multiple Instruction |
| Одиночний потік даних Single Data             | SISD                                          | MISD                                            |
| Множинний потік даних Multiple Data           | SIMD                                          | MIMD                                            |
| Цей шаблон: переглянути обговорити редагувати |                                               |                                                 |

SISD (англ. single instruction, single data — одна команда, одне дане) — елемент класифікації згідно з таксономією Флінна для архітектури з послідовним виконанням інструкцій. Належить до класичної архітектури фон-Неймана.

SISD-комп'ютери це звичайні (традиційні) послідовні комп'ютери, котрі в кожен дискретний момент часу можуть виконувати лише одну операцію, йдеться про одне ядро процесора. Інколи векторні процесори також відносять до SISD-архітектури, це залежить від того, що розуміти під потоком даних.